# 契丹国志
『契丹国志』（きったんこくし）は、中国の歴史書。27巻。南宋の葉隆礼撰。契丹（遼）の歴史を紀伝体で記述したもの。

## 概要
契丹国（遼）の歴史を南宋の葉隆礼が勅命をうけて編纂した紀伝体の書。全27巻。葉隆礼の〈進書表〉には淳熙7年（1180年）の日付があるが、葉隆礼は淳祐7年（1247年）の進士で、少なくともそれ以後の成立。元初には知られず、元中期になって世に出た。『資治通鑑』『続資治通鑑長編』『新五代史』『松漠紀聞』『燕北雑記』などの宋側の資料を使い、『使遼図鈔』『北遼遺事』などの逸書も引く。正史の『遼史』には見られない記事や見解がある。

## 構成
- 巻之一…太祖大聖皇帝
- 巻之二…太宗嗣聖皇帝上
- 巻之三…太宗嗣聖皇帝下
- 巻之四…世宗天授皇帝
- 巻之五…穆宗天順皇帝
- 巻之六…景宗孝成皇帝
- 巻之七…聖宗天輔皇帝
- 巻之八…興宗文成皇帝
- 巻之九…道宗天福皇帝
- 巻之十…天祚皇帝上
- 巻之十一…天祚皇帝中
- 巻之十二…天祚皇帝下
- 巻之十三 后妃伝…太祖述律皇后、太宗蕭皇后、世宗甄皇后、穆宗蕭皇后、景宗蕭皇后、聖宗蕭皇后、興宗蕭皇后、道宗蕭皇后、海濱王蕭皇后、海濱王文妃
- 巻之十四 諸王伝…東丹王、恭順皇帝、孝文皇太弟、斉国王隆裕、魯王宗元、晋王宗懿、燕王洪道、梁王信寧
- 巻之十五 外戚伝…述律魯速、蕭延思、劉珂、蕭守興、蕭孝穆、蕭奥只
- 巻之十六 列伝…韓延徽、張礪、趙延寿
- 巻之十七 列伝…蕭翰、麻荅、耶律郎五
- 巻之十八 列伝…盧文進、耶律隆運、劉六符
- 巻之十九 列伝…馬保忠、張琳、蕭奉先、李儼、耶律余覩、大實
- 巻之二十 晋表…晋出帝降表、皇太后降表、澶淵誓書（宋真宗誓書、契丹聖宗誓書）、関南誓書（契丹興宗致書、宋朝回契丹書、契丹回宋誓書）、議割地界書、大遼求地界書、宋朝回書
- 巻之二十一…南北朝饋献礼物（契丹賀宋朝生日礼物、宋朝賀契丹生辰礼物、宋朝労契丹人使物件）、外国貢進礼物（新羅国貢進物件、横進物件、契丹毎次回賜物件、契丹賜奉使物件、西夏国貢進物件、諸小国貢進物件）
- 巻之二十二 州県載記…建五京五処、大藩府六処、銭帛司三処、節鎮三十三処、節鎮三十三処、建観察防禦団練使八処、刺史州七十余処、遼東邊遠不記州十余県二百余外見記五処、諸藩臣投下州二十三処、控制諸国、上京太宗建、中京承天太后建、南京太宗建、東京太宗建
- 巻之二十三…族姓原始、国土風俗、併合部落、兵馬制度、建官制度、宮室制度、衣服制度、漁獵時候、試士科制
- 巻之二十四…王沂公行程録、富鄭公行程録、余尚書北語詩、刁奉使北語詩
- 巻之二十五…胡嶠陥北記、張舜民使北記
- 巻之二十六 諸蕃記…奚国、古粛慎国、室韋国、新羅国、高昌国、女真国、黄頭女真、嗢熱国、渤海国
- 巻之二十七 歳時雑記…正旦、立春、人日、中和、上巳、仏誕日、端五、朝節、三伏、中元、中秋、重九、小春、冬至、臘月、治盗、行軍、午日、旋風、舎利、跪拜、長白山、沢蒲、回鶻豆、螃蟹

## 参考資料
- 『契丹国志』